# Раві
Ра́ві — річка в Індії і Пакистані, ліва притока річки Чинаб (басейн Інду). Довжина 725 км. Бере початок на хребті Пір-Панджал, тече по Пенджабу.
Високі літні повені. Від річки відходить густа мережа зрозувальних каналів, стік зарегульований дамбами. На Раві — місто Лахор (Пакистан).

## Каскад ГЕС
На річці розташовано ГЕС Баджолі-Холі, ГЕС Чамера III, ГЕС Чамера II, ГЕС Чамера I, ГЕС Ранджіт-Сагар, ГЕС Ранджіт-Сагар, ГЕС Шахпурканді I, ГЕС Шахпурканді II, ГЕС Аппер-Барі-Доаб-Канал 1.